# Greta Lundén
Eva Lydia Margareta (Greta) Lundén, född Bergström 27 december 1895 i Dalhem, Kalmar län, död 29 november 1970, var en svensk målare. 
Hon var dotter till kyrkoherden Ernst Bergström och Alma Svanberg samt från 1920 gift med praktiserande läkaren Gylfe Lundén. Hon studerade vid Edward Berggrens målarskola i Stockholm 1921, Académie Ranson i Paris 1927, Otte Skölds målarskola i Stockholm 1938 och Gerlesborgsskolan 1945–1946 samt vid Académie Libre 1953–1955. Hon medverkade i samlingsutställningar med Ängelholms konstförening, Helsingborgs konstförening. Som illustratör illustrerade hon bland annat Felix Körlings  barnvisor samt gjorde bokvinjetter och reklam. Hennes konst består av naturalistiska porträtt, blommotiv, landskapsmålningar från Hallandsåsen och Frankrike utförda i olja eller akvarell. Tillsammans med Pär Siegård och Christian Berg var hon en av initiativtagarna till bildandet av Ängelholms konstförening 1944. Greta Lundén är begravd på Ängelholms kyrkogård.